# 鯵潟
鯵潟（あじがた）は、新潟県新潟市南区の町字。現行行政地名は鯵潟一丁目と大字鯵潟。住居表示は一丁目が実施済み区域、大字が未実施区域。郵便番号は950-1227。

## 概要
1889年（明治22年）から現在の大字。及び1985年（昭和60年）から現在の町名。中ノ口川中流右岸に位置する。もとは江戸時代から1889年（明治22年）まであった鯵潟村の区域の一部。

### 隣接する町字
北から東回り順に、以下の町字と隣接する。
- 十五間
- 白根古川
- 神屋
- 白根四ツ興野

※中ノ口川を挟んで味方と隣接。

## 歴史
開発年代は不明。1765年（明和2年）に川崎太左衛門が佐々木村から移住したのちに居住者が増加したと言われる。

### 年表
- 1889年（明治22年）4月1日 : 合併により浄楽寺村の大字となり、村役場所在地となる。
- 1902年（明治35年）4月1日 : 合併により白根町の大字となる。
- 1959年（昭和34年）6月1日 : 白根町の市制施行により、白根市の大字となる。
- 2005年（平成17年）3月21日 : 合併により新潟市の大字となる。
- 2007年（平成19年）4月1日 : 新潟市の政令指定都市移行により、南区の大字となる。

## 世帯数と人口
2018年（平成30年）1月31日現在の世帯数と人口は以下の通りである。
| 大字・丁目 | 世帯数  | 人口  |
| ---------- | ------- | ----- |
| 鯵潟       | 175世帯 | 454人 |
| 鯵潟一丁目 | 185世帯 | 455人 |
| 計         | 360世帯 | 909人 |

## 小・中学校の学区
市立小・中学校に通う場合、学区は以下の通りとなる。
| 大字・丁目 | 番地 | 小学校             | 中学校                 |
| ---------- | ---- | ------------------ | ---------------------- |
| 鯵潟       | 全域 | 新潟市立白根小学校 | 新潟市立白根第一中学校 |
| 鯵潟一丁目 | 全域 | 新潟市立白根小学校 | 新潟市立白根第一中学校 |

## 主な企業・施設
- ファミリーロッジ旅籠屋 新潟南店
- 伏見蒲鉾 白根工場

## 交通

### 道路
- 国道8号
- 新潟県道220号白根亀田線